# Donalda Ammons
Pour les articles homonymes, voir Ammons.
Donalda Ammons est une professeure émérite de l'Université Gallaudet et l'ancienne présidente du Comité international des sports des sourds, née le 15 mai 1953 à Washington DC.

## Biographie
Donalda Ammons est née sourde le 15 mai 1953 à Washington DC, d'une famille également sourde. Son parcours d’études est d'abord l'école pour les sourds à Maryland puis l'université Gallaudet ensuite Western Maryland College et Nova Southeastern University. Elle est professeure à l'université Gallaudet depuis 1977.
En 1994, John M. Lovett, le vice-président du Comité international des sports des sourds et Donalda Ammons se réunissent avec les représentants de quatre pays à Caracas, au Venezuela qui permettent de réorganiser et renommer l'Organisation des sports des Sourds de Panaméricain à la place de comité sportif panaméricain pour les sourds.
Elle est élue pour un poste de secrétaire du Comité international des sports des sourds en 1997. Le président du Comité international des sports des sourds, John M. Lovett est décédé le 30 octobre 2003. Elle le remplace et occupe la place de présidente par intérim entre 2003 à 2005 sans abandonner une poste de secrétaire générale jusqu'à 2005. Elle est élue en 2005 pour quatre ans de présidence du Comité international des sports des sourds et la première femme à occuper ce poste. Le 4 septembre 2009, elle a cédé le poste du président au Craig Crowley. Elle est retraitée depuis 2008. Elle a reçu le prix de professeur émérite de l'Université Gallaudet en 2010.
Actuellement, elle vit avec sa partenaire Diane Morton et elles ont créé un service AMOR Travel.

## Parcours dans la vie politicienne
- Secrétaire  du Comité international des sports des sourds : 1997-2005
- Président du Comité international des sports des sourds : 2003-2009

## Distinctions et récompenses
- Prix Edward Miner Gallaudet Award par l'Université Gallaudet en 1992[11]